# Jodie Gosling
Jodie Gosling, née en juillet 1972, est une personnalité politique britannique.

## Biographie
En 2024, elle est élue députée.